# Parafia Najświętszego Serca Pana Jezusa w Sorbinie
Parafia Najświętszego Serca Pana Jezusa – parafia rzymskokatolicka usytuowana w Sorbinie. Należy do dekanatu czarneckiego w diecezji radomskiej. 

## Historia
Kościół pw. Najświętszego Serca Pana Jezusa zbudowany został w 1983 staraniem mieszkańców Sorbina, Zbrojowa i Nowek pod kierunkiem i według zamysłu ks. Włodzimierza Czerwińskiego, który organizował parafię. Poświęcił go 19 listopada 1983 bp. Edward Materski. Parafia została erygowana 18 czerwca 1993 przez bp. Edwarda Materskiego z wiosek parafii Bliżyn i Odrowąż.

## Terytorium
- Do parafii należą: Nowki, Sorbin, Zbrojów[1].

## Proboszczowie
- 1985–1992 – ks. Włodzimierz Czerwiński
- 1992–1995 – ks. Wiesław Szymkiewicz
- 1995–1998 – ks. Krzysztof Będkowski
- 1998–2001 – ks. Edward Mosioł
- 2001–2005 – ks. Jacenty Socha
- 2005–2013 – ks. Eugeniusz Siedlecki
- 2013–2017 – ks. Sławomir Spychaj
- 2017–2019 – ks. Aleksy Kołsut[2]
- 2019–nadal – ks. Marek Senderowski